# 常葉大学浜松キャンパスサッカー部
常葉大学浜松キャンパスサッカー部（とこはだいがくはままつキャンパスサッカーぶ）は、静岡県浜松市浜名区にある常葉大学浜松キャンパスのサッカークラブである。浜松キャンパスサッカー部は拠点となるキャンパス名を略して「常葉大学サッカー部」とも表記・呼称され、各種メディアにもそう扱われることが多い。
なお、静岡市内の3キャンパス（瀬名・水落・草薙）を拠点とした静岡キャンパスサッカー部も存在する。（後述）

## 概要
浜松大学開学から1年後の1989年、浜松大学サッカー部として創部。当初は静岡県西部サッカー協会に所属し、社会人リーグで活動していた。
1995年に東海学生サッカー連盟に加盟すると共に東海学生サッカーリーグ戦4部に登録。1999年に東海学生リーグ3部、2000年に東海学生リーグ2部でそれぞれ優勝し、2001年に東海学生リーグ1部に昇格。
2002年、東海学生リーグ1部で初優勝し、第51回全日本大学サッカー選手権大会に出場した。また、静岡県サッカー選手権大会で優勝して、第82回天皇杯に初出場。1回戦で韮崎アストロスを破り、天皇杯初勝利も挙げた。
2003年、総理大臣杯全日本大学サッカートーナメントに初出場（ベスト8）。2011年には総理大臣杯で3位に入賞した。
2013年、浜松大学が常葉大学と統合して常葉大学浜松キャンパスとなったため、常葉大学浜松キャンパスサッカー部に名称を変更した。2015年11月、東海学生リーグ1部で3年ぶり5回目の優勝。
2019年以降、東海学生リーグでは安定して上位の成績を挙げており、2024年には6回目の優勝を果たす。また、2020年の静岡県サッカー選手権で8年ぶりに優勝。現校名へ改称してからは初めて、浜松大学時代を含むと4回目の天皇杯出場となる。

## 主な成績
- 東海学生サッカーリーグ戦1部
  - 優勝：6回 (2002, 2009, 2010, 2012, 2015, 2024)
  - 準優勝：5回（2008, 2019, 2020, 2022, 2023）
- 静岡県サッカー選手権大会（天皇杯静岡県予選）
  - 優勝：5回 (2002, 2005, 2010, 2012, 2020)
  - 準優勝：7回（2004, 2006, 2008, 2009, 2021, 2023, 2024）

## その他の関連チーム

### 大学リーグに参加するチーム
- Bチーム

インディペンデンスリーグ東海（東海Iリーグ）などに参加。
- 常葉大学浜松キャンパスFC

静岡学生サッカー選手権大会グループリーグに参加。
- 常葉大学キトルス

静岡学生サッカー選手権大会グループリーグに参加。

### 社会人リーグに参加するチーム
- 常葉大学浜松キャンパスFC（常葉大学FC）

2002年に浜松大学FCとして発足。2008年から2024年まで東海社会人サッカーリーグで活動した。2025年は静岡県社会人サッカーリーグ1部に所属。
- TOKOHA UNIV.（旧：常葉大学キトルス）

静岡県社会人サッカーリーグ1部所属。

### 常葉大学内の他のサッカー部
- 常葉大学静岡キャンパスサッカー部（静岡市葵区）[5]

東海学生サッカーリーグ2部に所属。